# Lion Israel Enthoven
Lion Israel Enthoven (Den Haag, 1787 – aldaar, 10 januari 1863) was concertmeester van de Franse Opera in Den Haag, president-directeur van de Nederlandsche Rhijnspoorweg-Maatschappij en medeoprichter van de koperpletterij E.B.L. Maritz en Comp. Daarnaast was hij president directeur Nederlandsche Rhijnspoorweg Maatschappij; lid Kamer van Koophandel (1853-1863) ridder in de Orde van de Nederlandsche Leeuw (1840).
Lion Israel was het vijfde kind van Israel David Enthoven (1754-1831) en Leentje Gelle Simons. Zijn vader was koopman en handelde in horloges en uurwerken. Lion trouwde met Catharina Citty Davidson (1790). Hij was eerste violist en concertmeester van de Franse Opera en gaf daarnaast privé lessen. Een van zijn leerlingen was Louis Ernest Maritz (1774-1851). De familie Maritz was vermogend en leende aan Enthoven geld voor zakelijke transacties.

## L.I.Enthoven & Cie

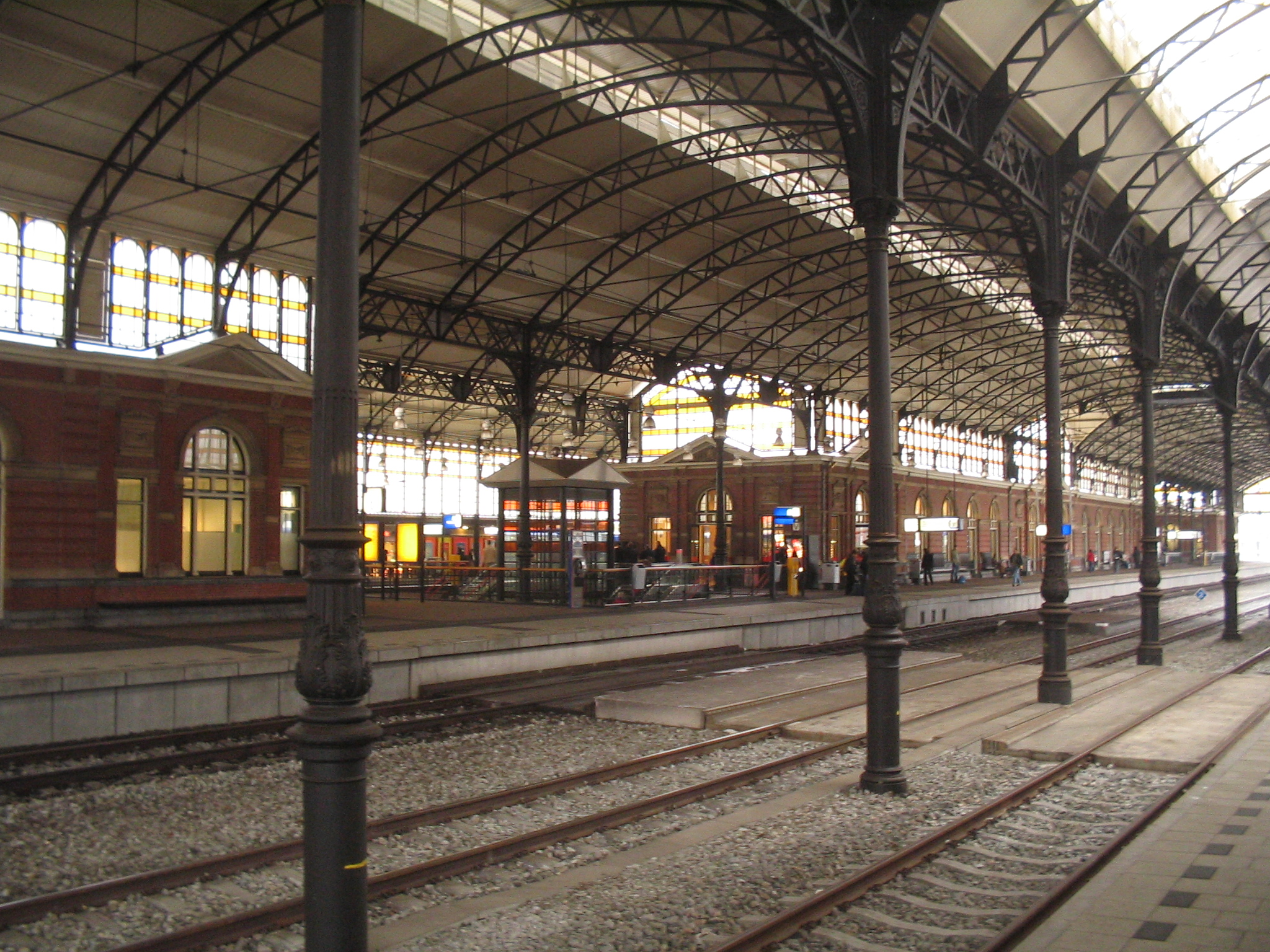
Station Hollands Spoor in Den Haag

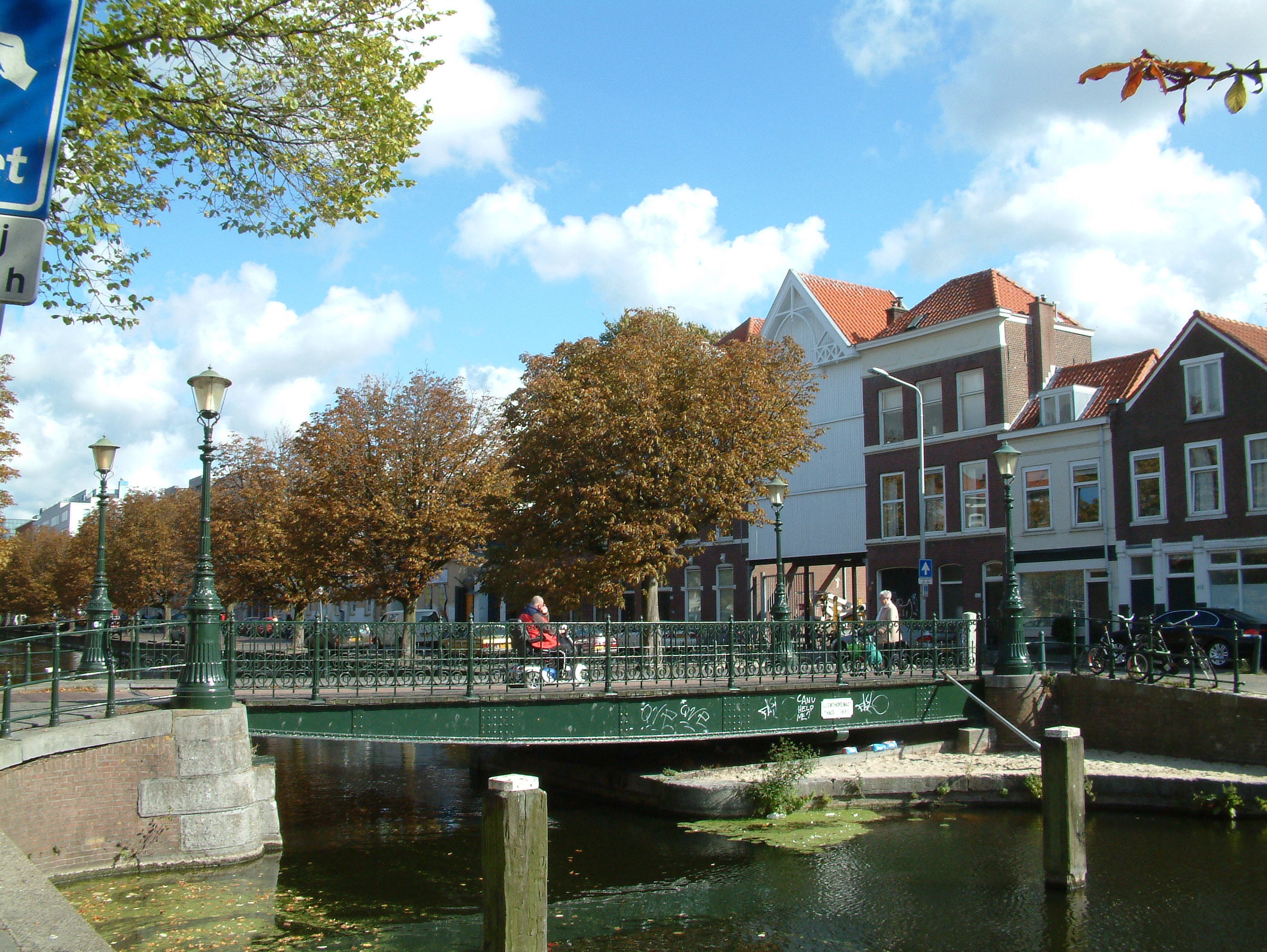
Hemsterhuisstraat, 1885 (brug GW36)

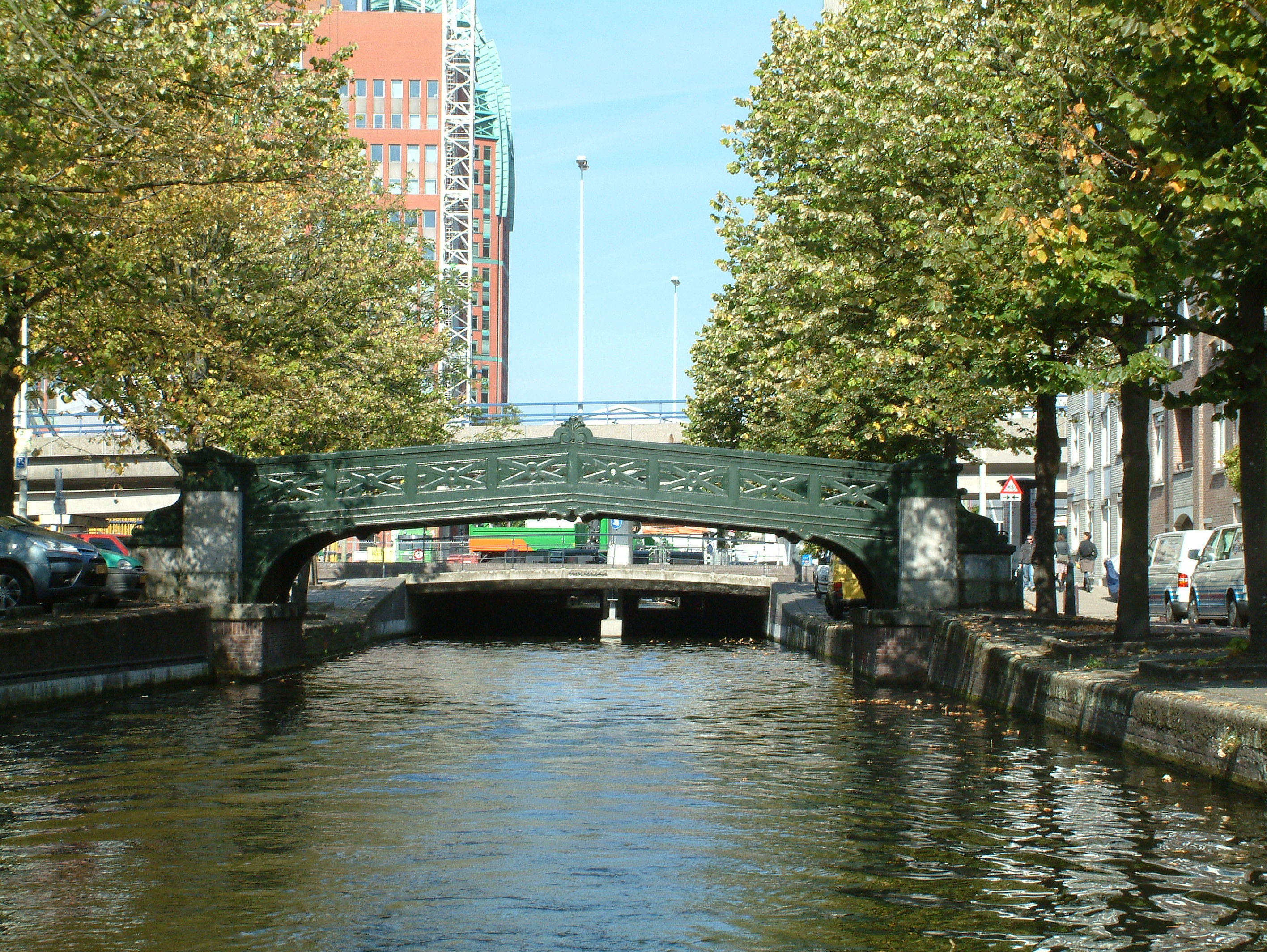
Boomsluitershade, 1861

In 1823 richtte hij met Edouard Bartholome Louis Maritz de eerste fabriek aan de noordoever van de Trekvaart (voorheen Zieke) op. De kade die na de sloop van dit bedrijf ontstond, heet Pletterijkade. Het was een koperpletterij en later een ijzerpletterij, bekend onder de naam E.B.I. Maritz & Cie.. De familie Maritz kwam uit Zwitserland en Edouard werkte voorheen bij de kanongieterij aan de Nieuwe Uitleg.
In 1848 kocht Enthoven zijn partner uit waarna hij het bedrijf voortzette als Metaalpletterij L.I. Enthoven & Cie. (Lion Israel), hetgeen later L.J. Enthoven (Leo John) werd en nog later N.V. Pletterij (tot 1969). Het bedrijf maakte veel Haagse bruggen, gaslantaarns en (riool)putdeksels. Daarnaast werden machines vervaardigd. Ook het Rembrandtmonument (1851) en de metaalconstructies van het Staats Spoor (1870) en het Hollands Spoor werden door hen gemaakt. Hun grote concurrent was gieterij De Prins van Oranje. Het bedrijf was betrokken bij de aanleg van gasverlichting in Den Haag en later ook in Batavia en Soerabaja, waar voor dat doel lokaal twee fabrieken werden opgericht.
Na Lions overlijden in 1863 kwam het bedrijf in handen van zijn zoons Karel en Henrij Louis. Zij lieten het beheer later over aan hun neef Philip Enthoven.
In 1867 deed Enthoven mee aan de wereldtentoonstelling in Parijs. Hun inzending was een gotische preekstoel van gietijzer. De preekstoel heeft dienst gedaan tussen 1867 en 1958 in de Nederlands Hervormde Kerk van Voorschoten en is nu in bezit van het Rijksmuseum. Rond 1870 had de pletterij 600 man in dienst, waarvan velen in de kanongieterij aan de Nieuwe Uitleg gewerkt hadden. Toen de pletterij in 1871 een grote opdracht van de Staatsspoorwegen kreeg, vonden de werknemers dat een goed moment om loonsverhoging te vragen. Er kwamen enkele toezeggingen, maar het liep uit op een staking. Naar aanleiding van deze gebeurtenissen werd besloten de Haagse metaalbewerkersvereniging 'Vooruit' op te richten.
In 1891 werd het bedrijf een naamloze vennootschap met de naam N.V. Pletterij, voorheen L.I.Enthoven & Co. Toen het bedrijf niet verder kon uitbreiden, een spooraansluiting onmogelijk was en het met het bedrijf minder goed ging, werd in 1905 besloten tot overplaatsing naar Delft. Alleen de constructiewerkplaats bleef daarbij nog gehandhaafd en de andere activiteiten werden gestaakt. Daarnaast werd de afdeling Spoorwegmaterieel opgericht voor de vervaardiging van wissels, draaischijven en wagons. In de volksmond werd het bedrijf 'De Pletterij' genoemd.
In 1966 volgde een overname door bouwconcern Nederhorst. De N.V. Pletterij en het ernaast gelegen bedrijf Spoorijzer werden in 1969 overgenomen door de staalpoot van Nederhorst-concern en samengevoegd tot één bedrijf, Pletterij-Spoorijzer-Delft (PSD). In 1969 volgde een samenvoeging met de machinefabriek Braat in Rotterdam, de Nederlandse Kraanbouwmaatschappij in Utrecht en Werkland in Nieuw Weerdinge tot de Nederlandse Constructiebedrijven en Machinefabrieken met als afkorting NCM. Begin 1974 werd de NCM Delft gesloten.